# Santi Apostoli (Venecia)
La Chiesa dei Santi Apostoli di Cristo (Iglesia de los Santos Apóstoles de Cristo), comúnmente llamada Santi Apostoli, es una iglesia católica del siglo VII ubicada en el sestiere  de Cannaregio de la ciudad italiana de Venecia. Es una de las iglesias más antiguas de la ciudad y ha sufrido numerosos cambios desde su fundación. El edificio actual es el resultado de un importante proyecto de reconstrucción que se llevó a cabo en 1575. La iglesia destaca sobre todo por la capilla Cornaro, un importante ejemplo de la arquitectura del Renacimiento temprano, añadida por Mauro Codussi en la década de 1490. La capilla es el lugar de enterramiento de varios miembros de la poderosa familia Cornaro, incluida Catalina Cornaro, reina de Chipre y Armenia. La iglesia alberga varias obras de arte, entre ellas piezas de Giambattista Tiepolo y Paolo Veronese.

## Historia
En el siglo VII, Venecia aún no era una ciudad, sino un conjunto de pequeñas comunidades dispersas por toda la laguna. San Magnus (en italiano: San Magno ), el obispo de Oderzo, llegó a la laguna y fundó ocho iglesias. Según una leyenda contada por el historiador Flaminio Cornaro, San Magnus tuvo una visión de los Doce Apóstoles que le ordenaron construir una iglesia en un sitio donde vio doce grullas. Este lugar, que finalmente se situó en el sestiere de Cannaregio, se convirtió en el sitio de la iglesia de San Apostoli. La iglesia se encuentra en el Campo dei Santi Apostoli al comienzo de la Strada Nuova (Camino Nuevo).
En la década de 1490 se añadió a la iglesia la Cappella Cornaro, construida como lugar de enterramiento para la rica familia veneciana Cornaro. Se considera una de las capillas más importantes del Renacimiento temprano en Venecia.No se sabe con exactitud quién diseñó la capilla, aunque la mayoría de las veces se atribuye al arquitecto Mauro Codussi. Al mismo tiempo, se añadió un pórtico a la fachada de la iglesia y se construyó una sacristía. Estas reformas también fueron supervisadas por Codussi. 
A mediados del siglo XVI, la iglesia albergó brevemente a los Catecumeni, una fraternidad veneciana para quienes deseaban convertirse al cristianismo, antes de que se establecieran de forma permanente en San Gregorio en 1571. Poco después, en 1575, la iglesia fue completamente reconstruida. Sólo se conservaron partes de la estructura anterior, incluidos algunos frescos y la capilla Cornaro.
A principios del siglo XVIII, Andrea Tirali añadió detalles, incluida la cúpula de cebolla, al campanario, que a su vez había sido una adición de finales del siglo XVII.

## Interior
La iglesia conserva su planta del siglo XVI: una sola nave sostenida por dos filas de columnas. Una capilla tiene el monumento funerario del conde Giuseppe Mangilli, diseñado por Luigi Trezza con busto de Angelo Pizzi. El retablo mayor es un Ángel Custodio de Bernardo Strozzi.

### Capilla Cornaro
La capilla es el lugar de enterramiento de varios miembros de la familia Cornaro, entre ellos Giorgio Cornaro y su hermana Catalina Cornaro, reina de Chipre (trasladada desde entonces a la iglesia de San Salvadore en otro lugar de Venecia), La organización benéfica Save Venice financió la restauración de la capilla, incluidas las tallas en relieve. El altar principal de esta capilla era la Última Comunión de Santa Lucía (1747-48) de Tiepolo.

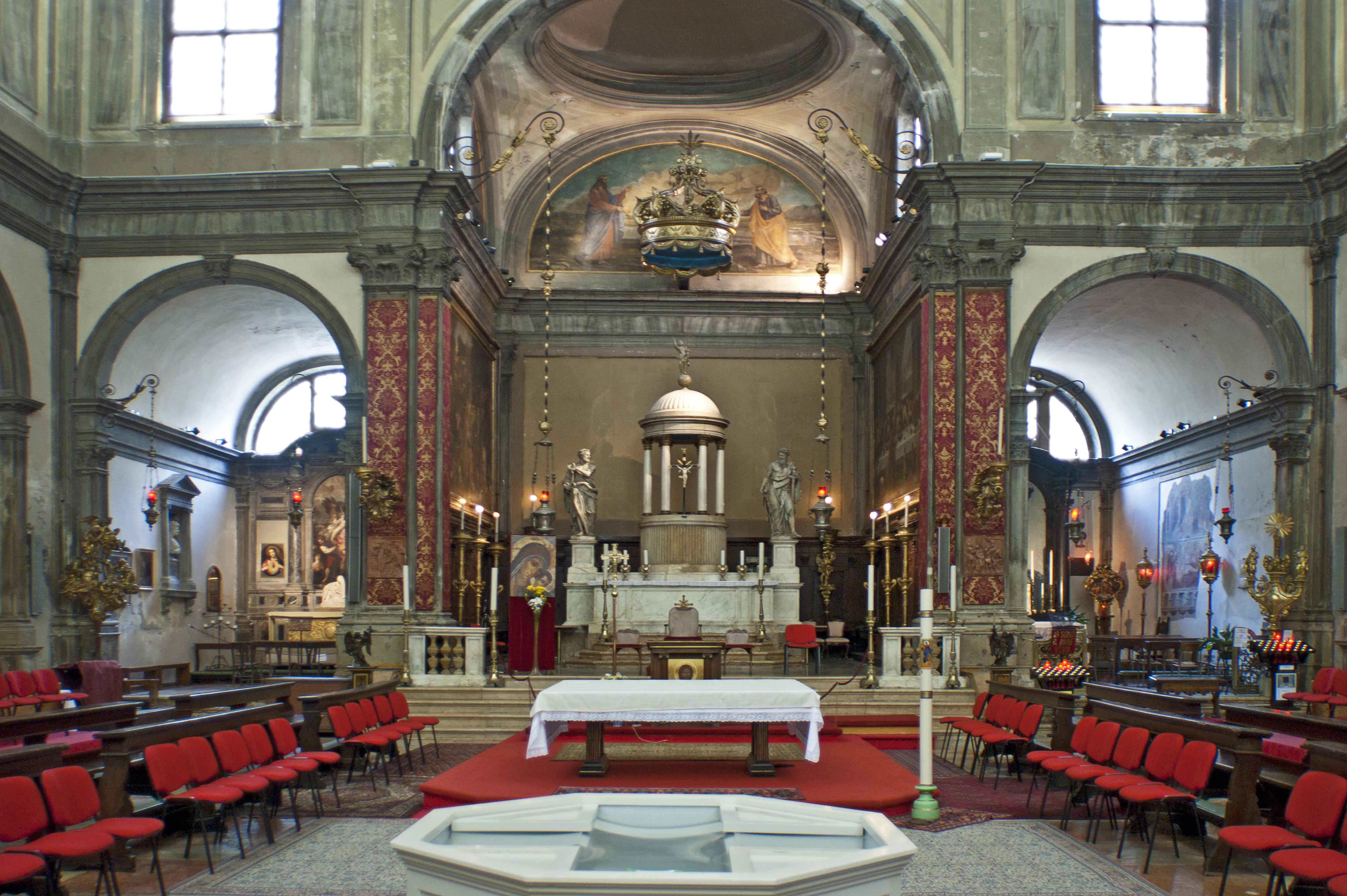
Interior
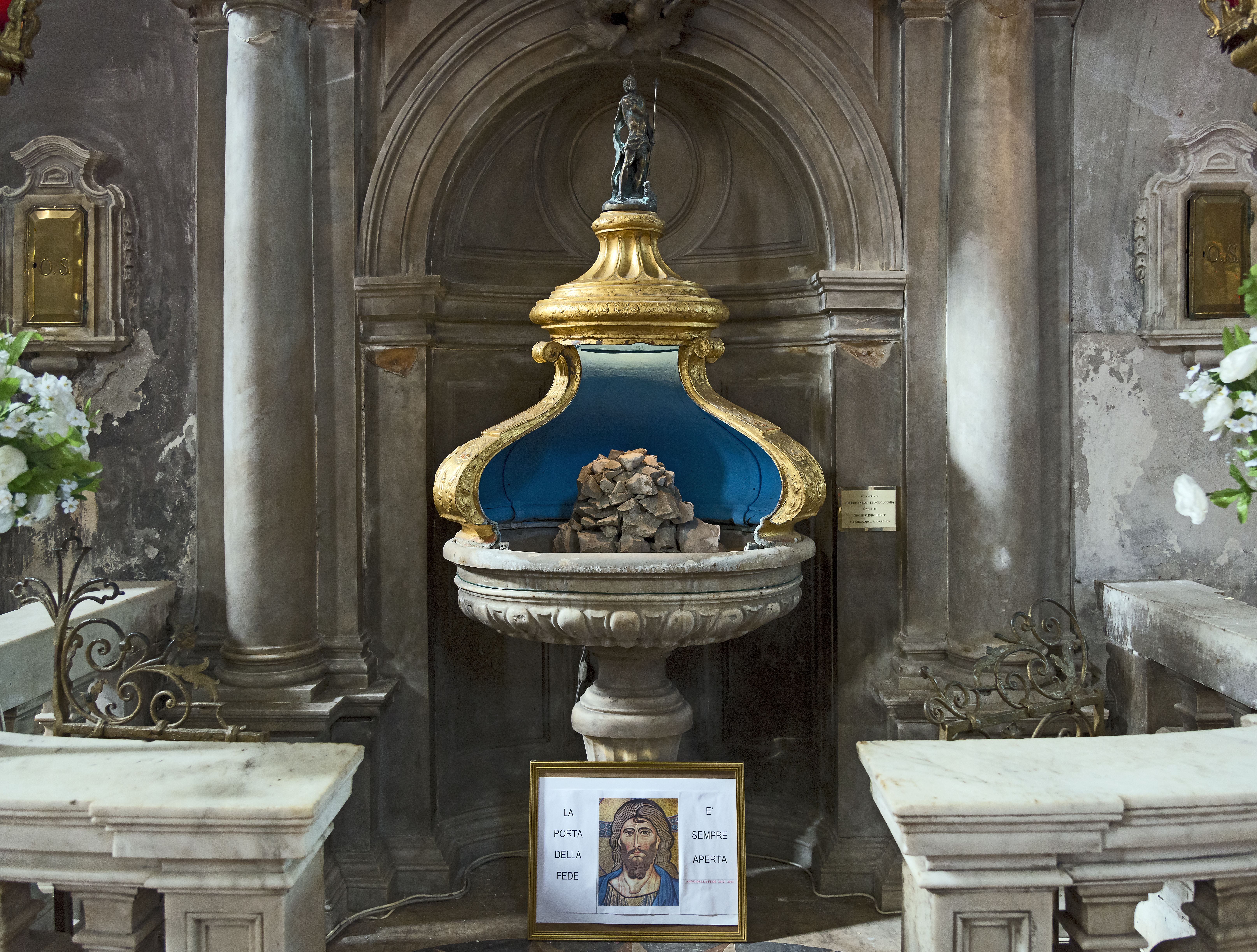
Fuente
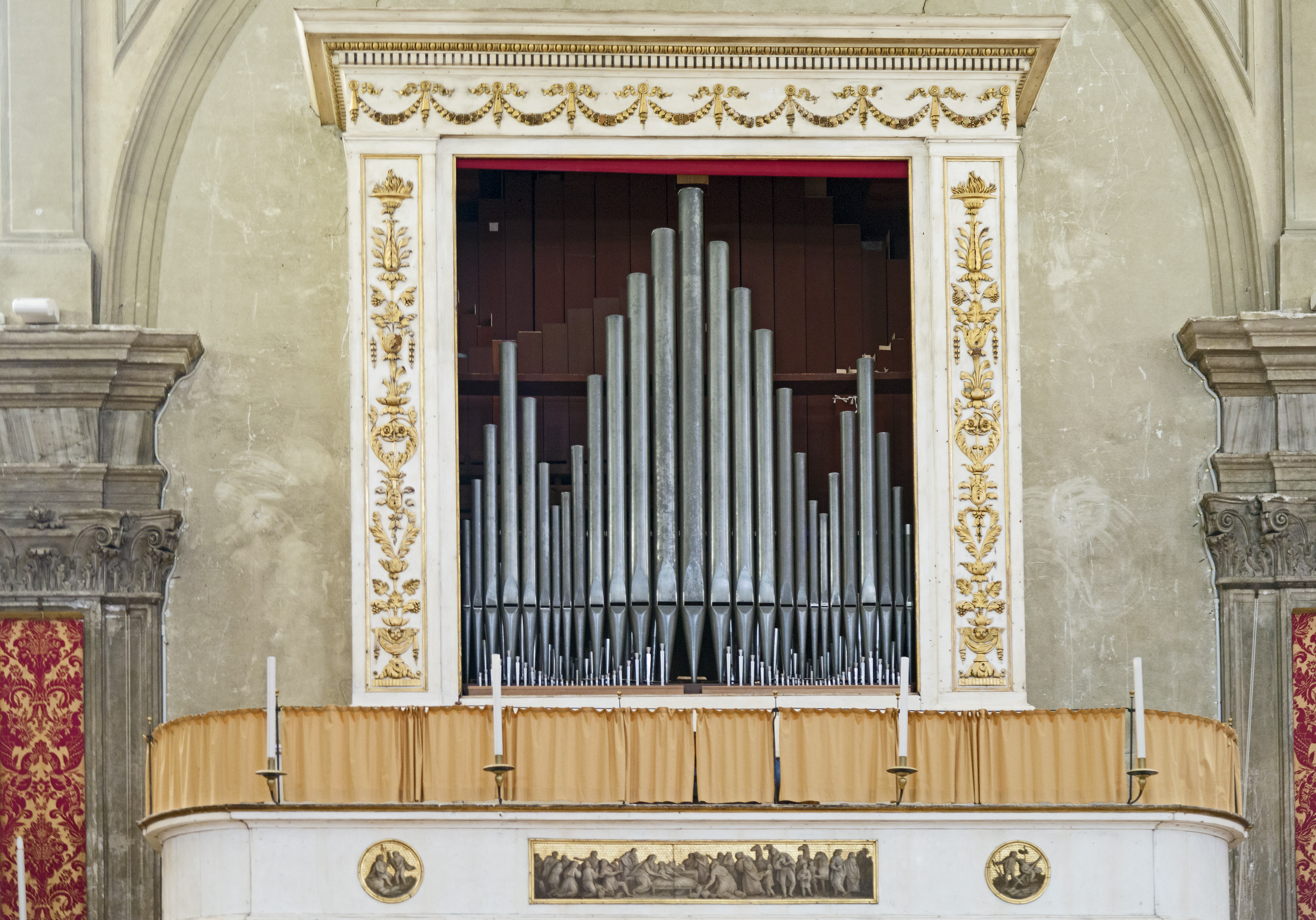
Órgano
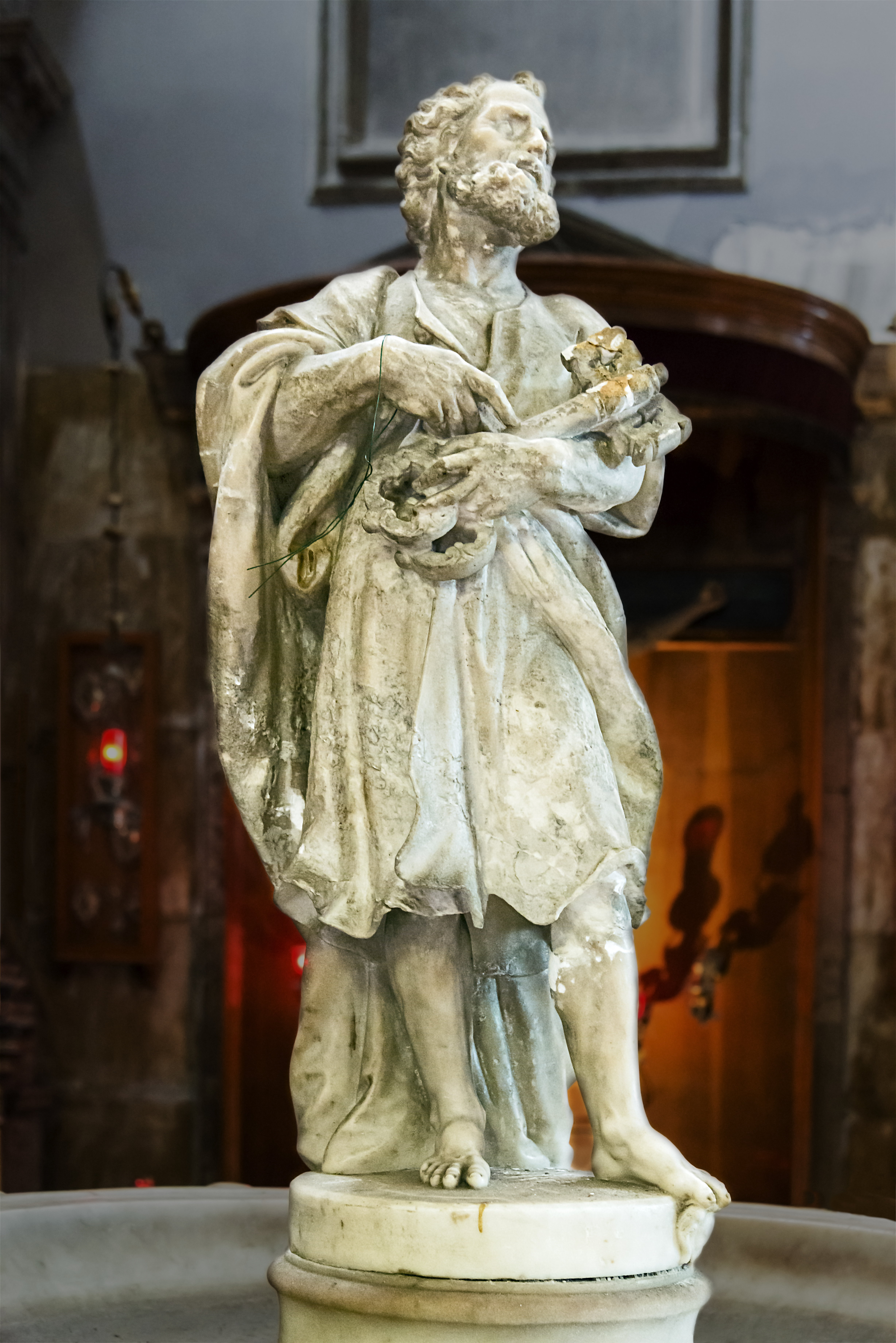
San Pedro (Heinrich Meyring)
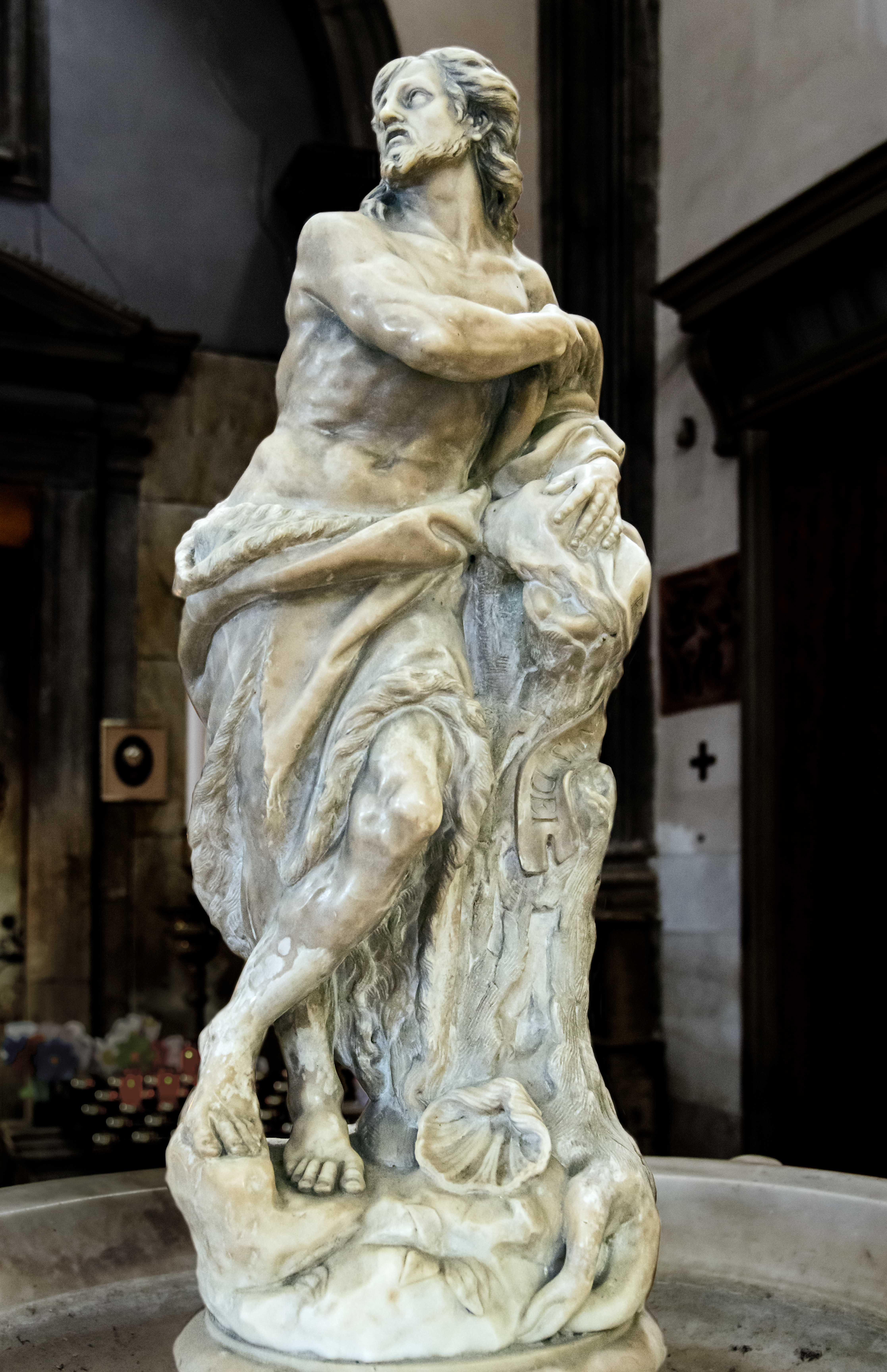
Juan el Bautista (Giacomo Piazzetta)

### Arte
La iglesia contiene varias pinturas, entre ellas:
- Paolo Veronese, Recolección del maná, 1580-1585.[10]
- Giovanni Contarini, Nacimiento de la Virgen, 1599
- Cesare da Conegliano, Última Cena, 1583
- Fabio Canal, Comunión de los Apóstoles y Exaltación de la Eucaristía, siglo XVII
- Sebastiano Santi, Cristo entre los Apóstoles, 1828

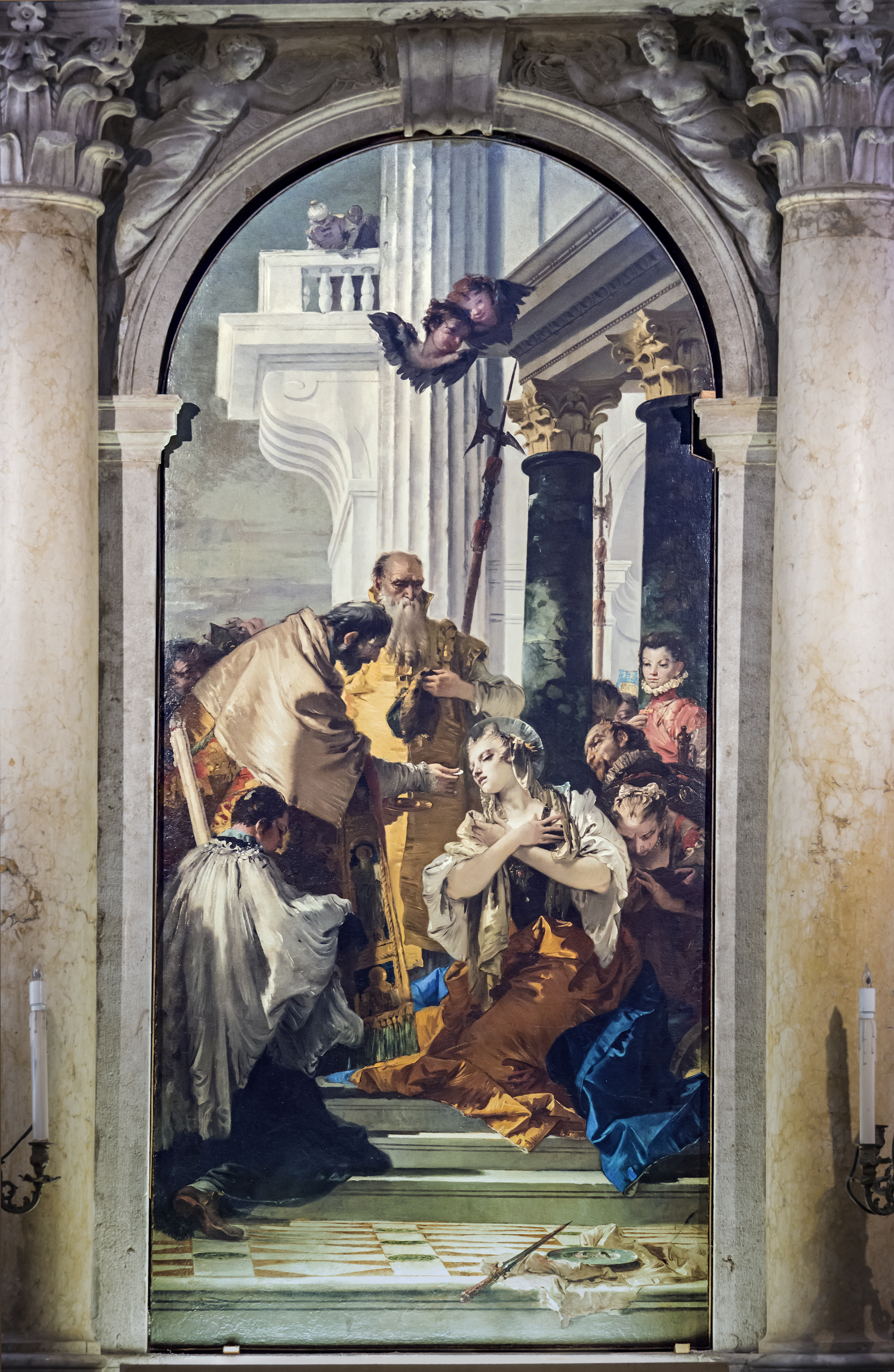
Última Comunión de Santa Lucía (Giambattista Tiepolo)
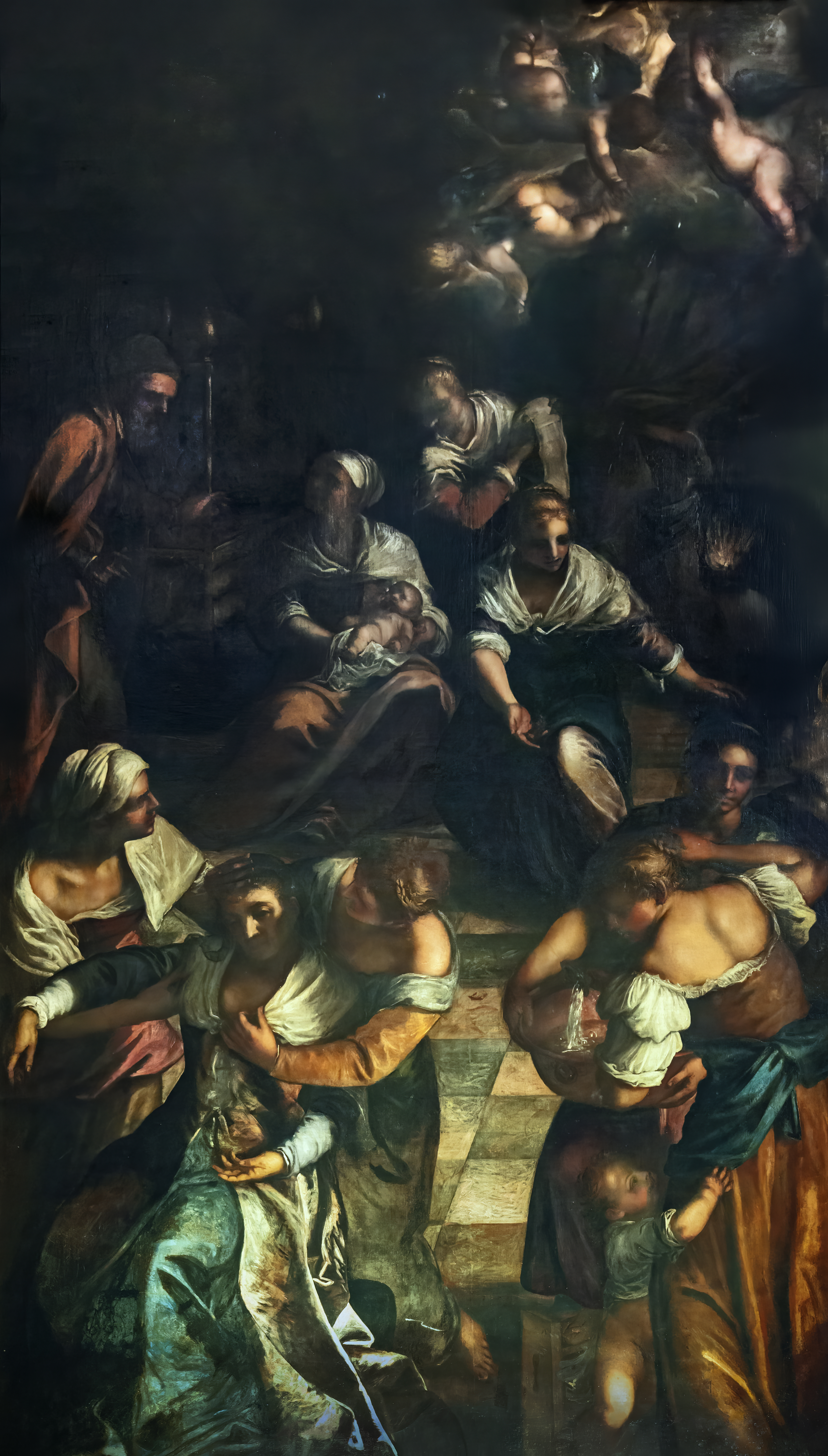
Nacimiento de la Virgen, 1599 (Giovanni Contarini)
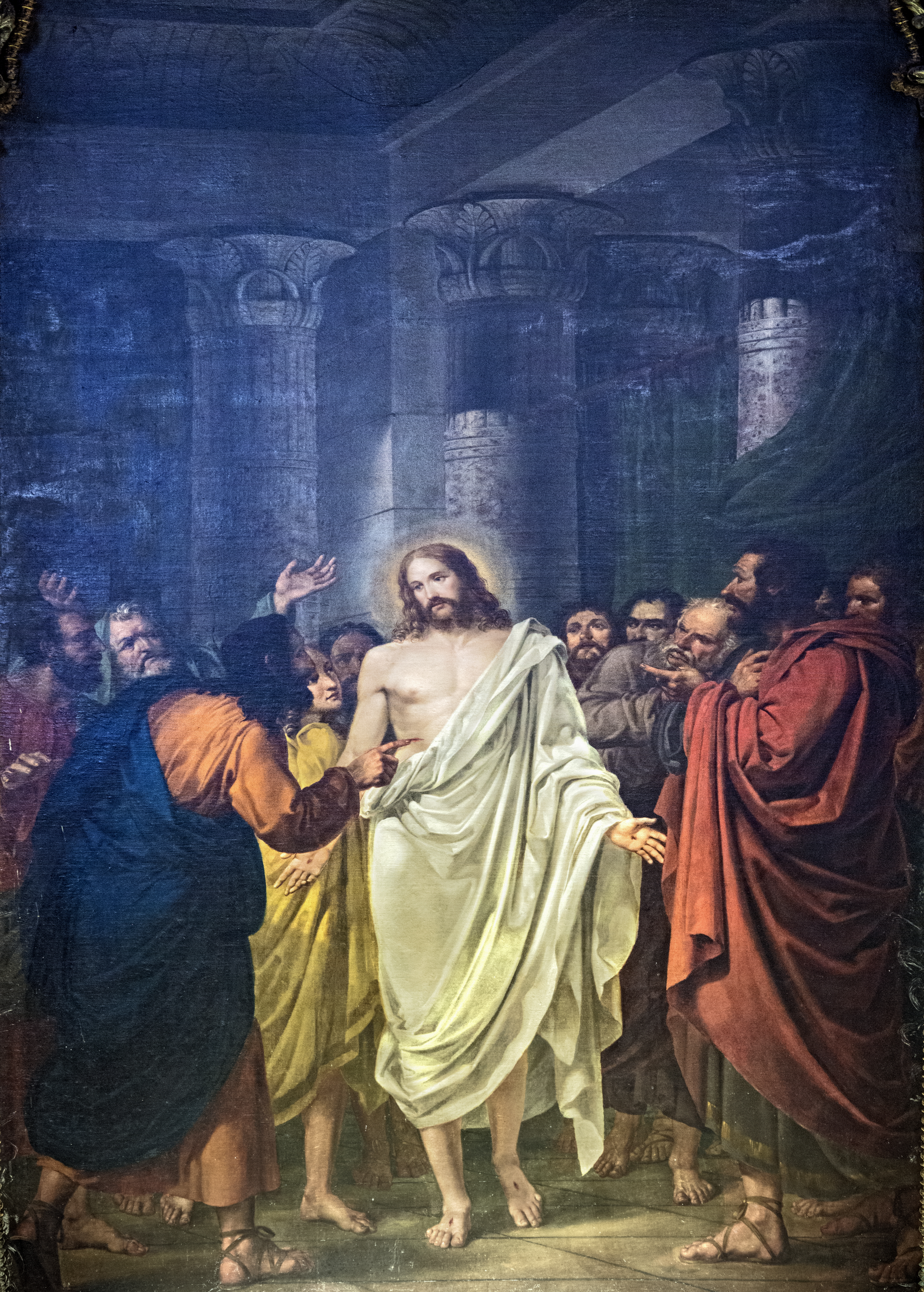
Cristo entre los Apóstoles, 1828 (Sebastiano Santi)
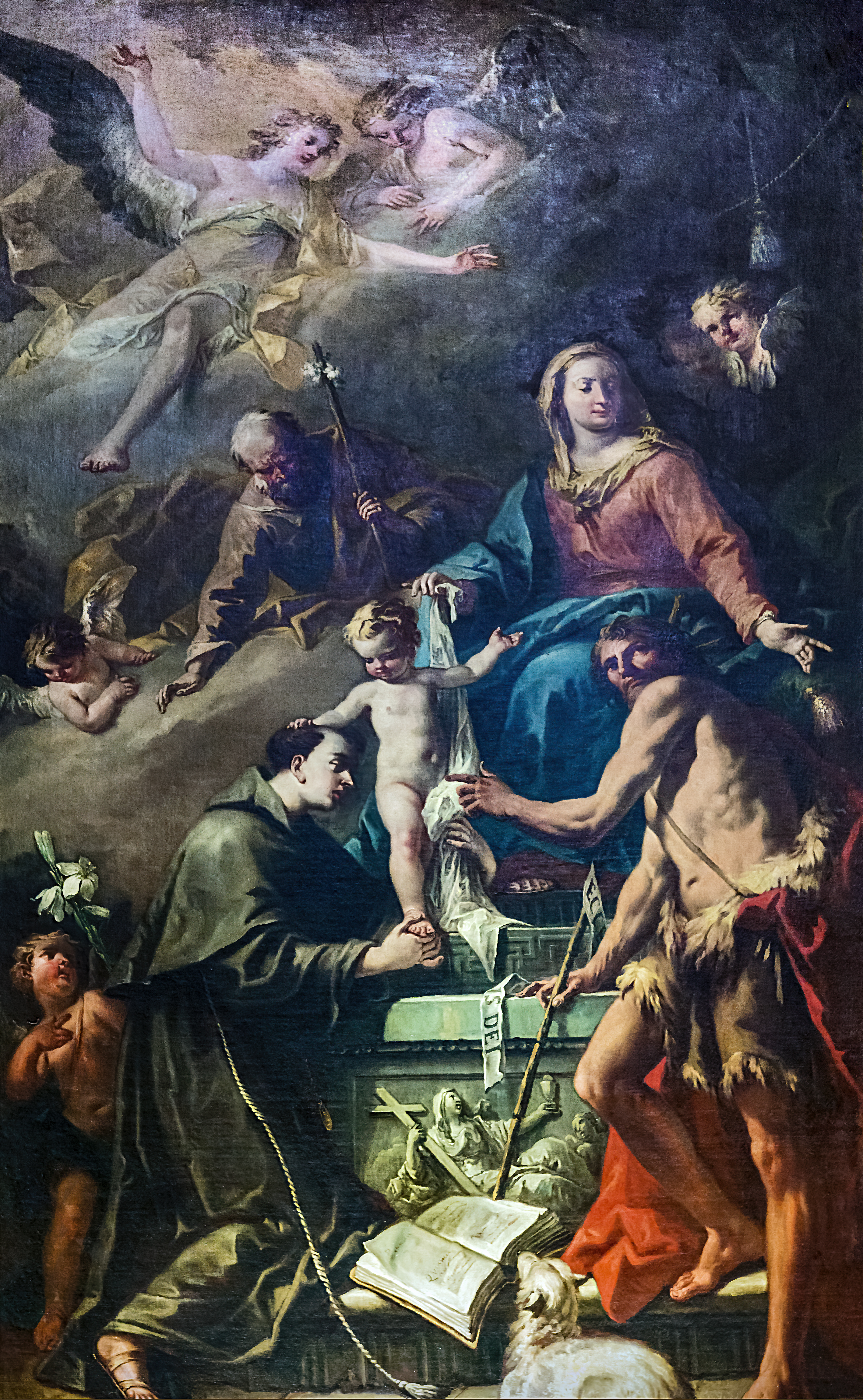
La Virgen y el Niño, San José, San Juan Bautista y San Antonio de Padua (Gaspare Diziani)
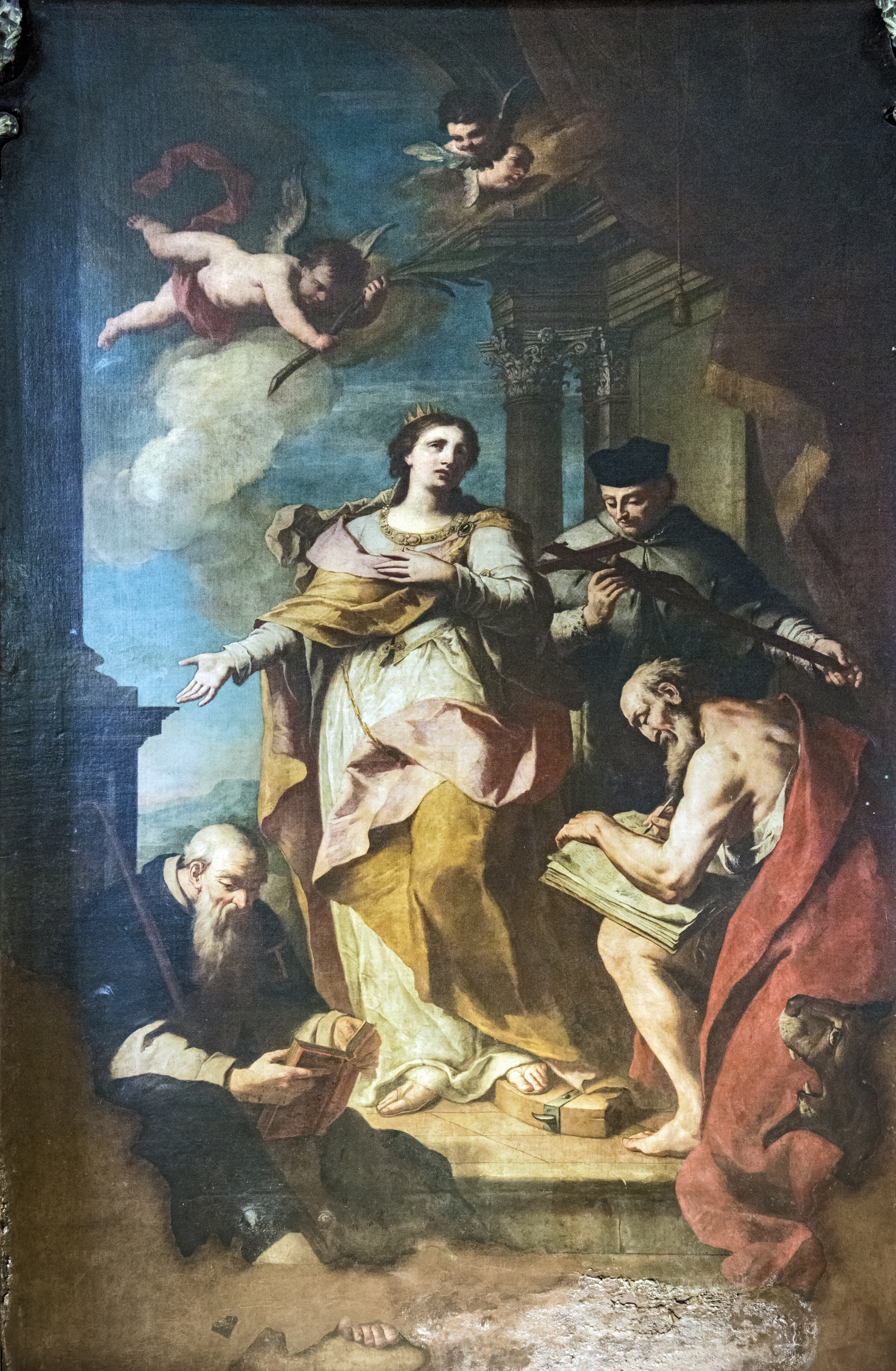
Santa Catalina de Alejandría, San Antonio Abad, San Jerónimo y San Juan Nepomuceno (Domenico Maggiotto)

Pinturas en el techo de Fabio Canale

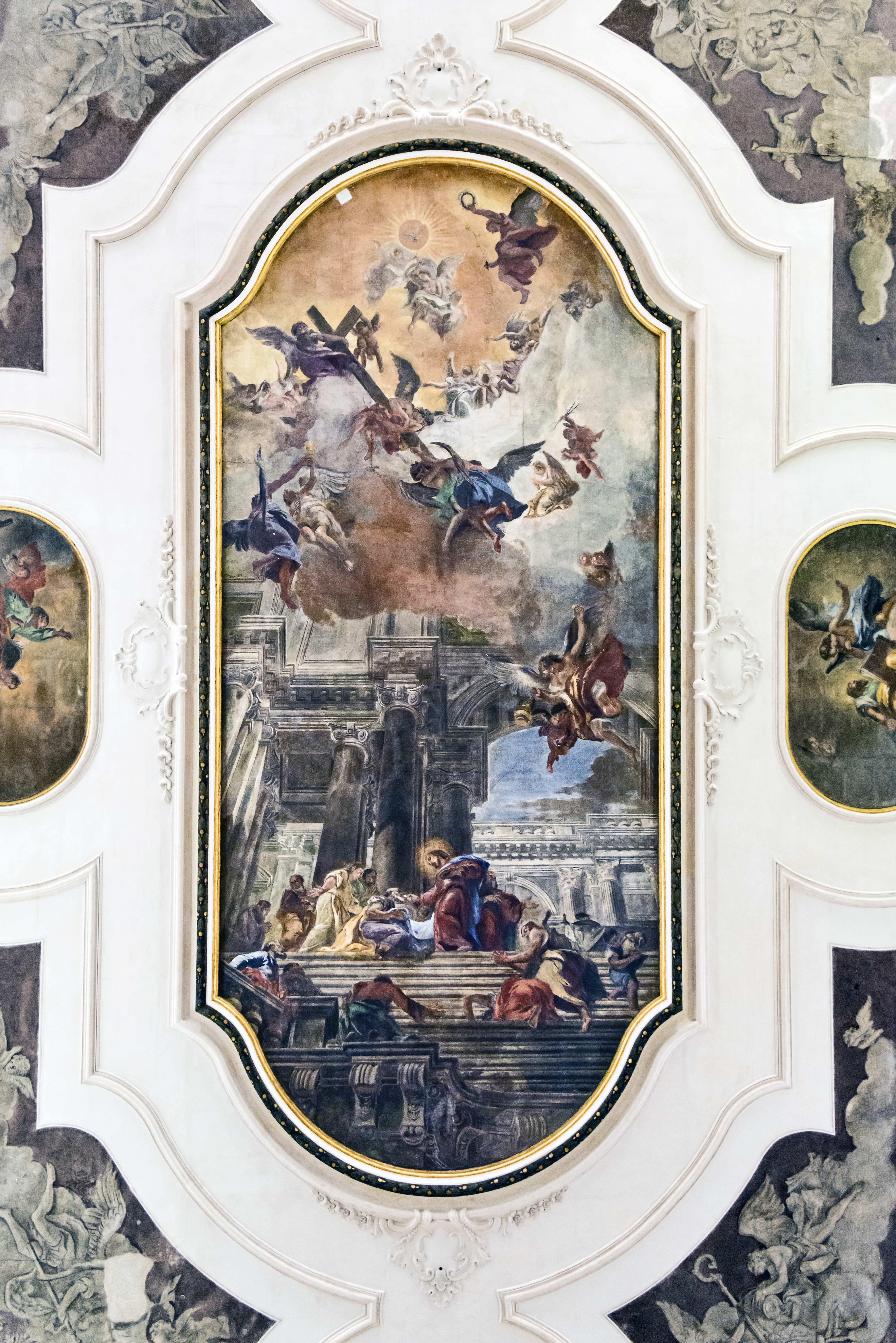
Comunión de los Apóstoles y Exaltación de la Eucaristía
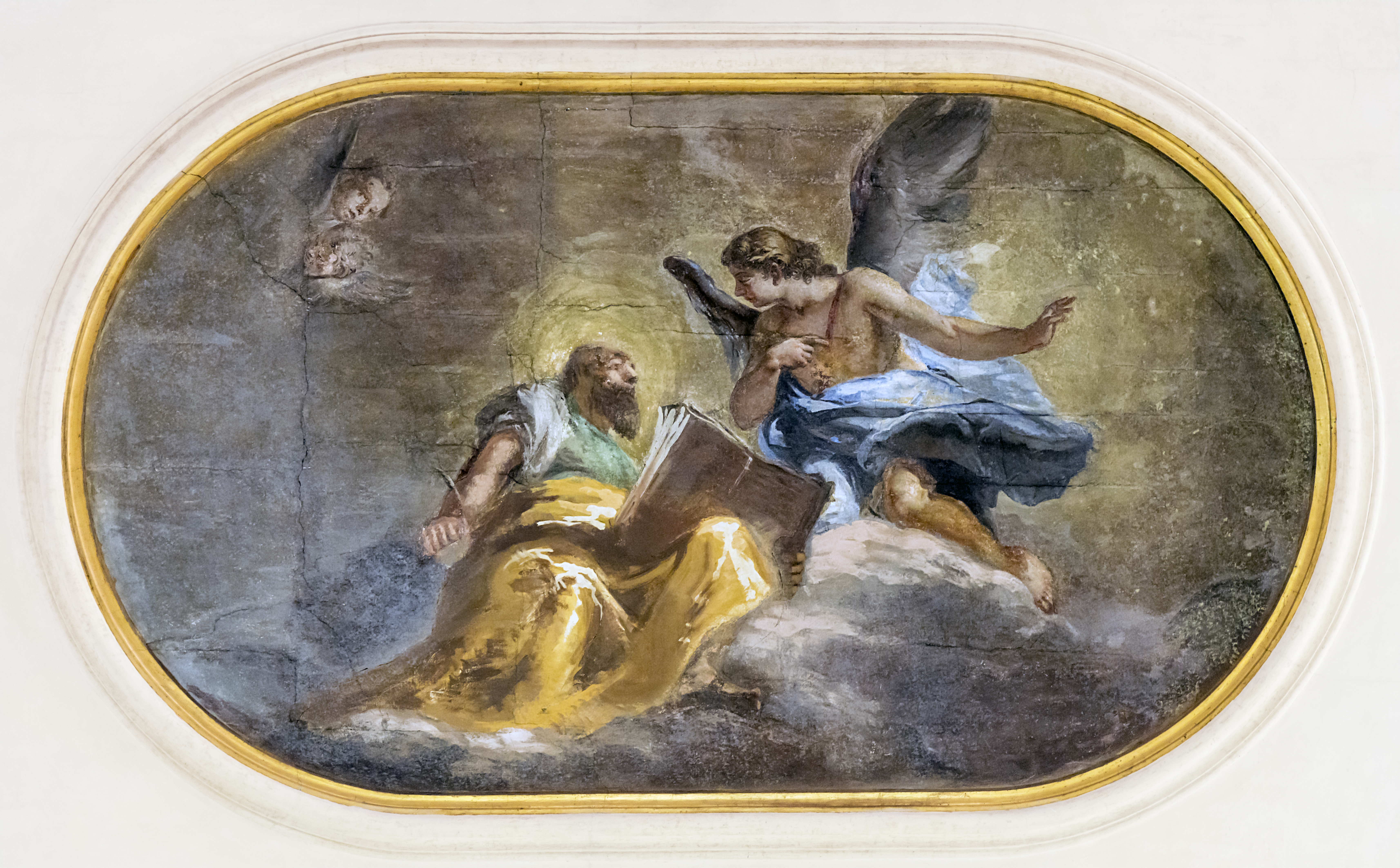
San Mateo
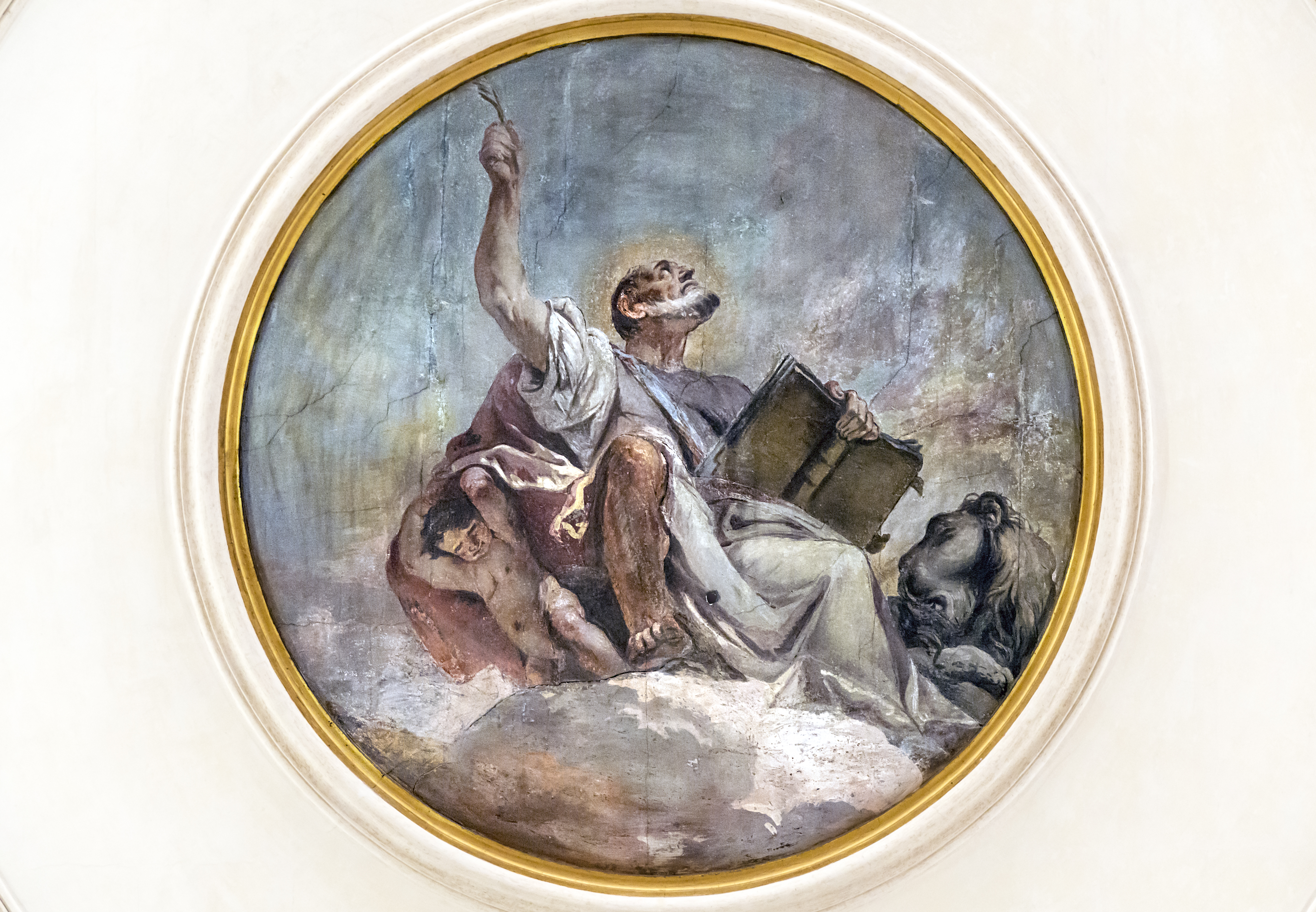
San Marcos
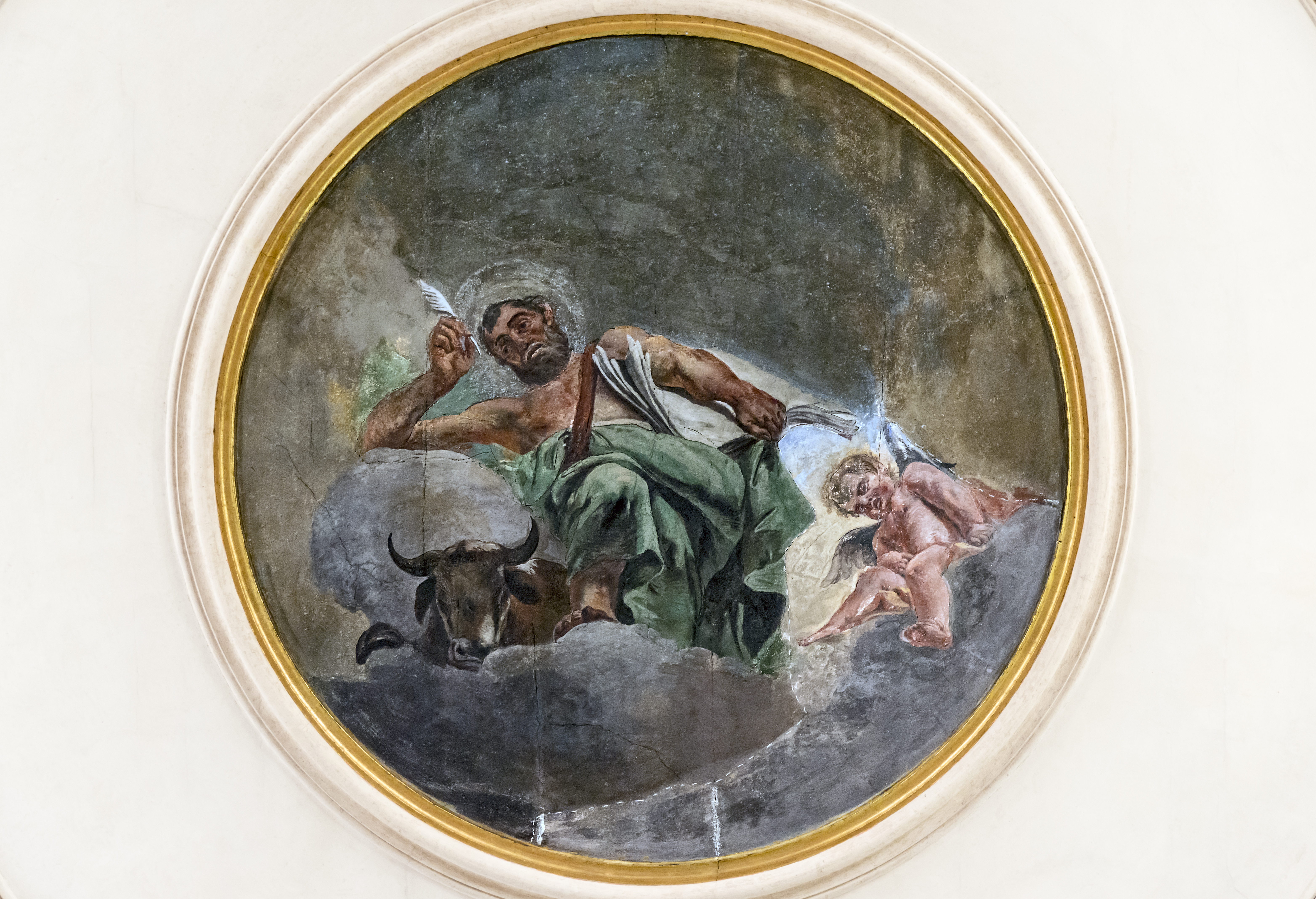
san Iucas
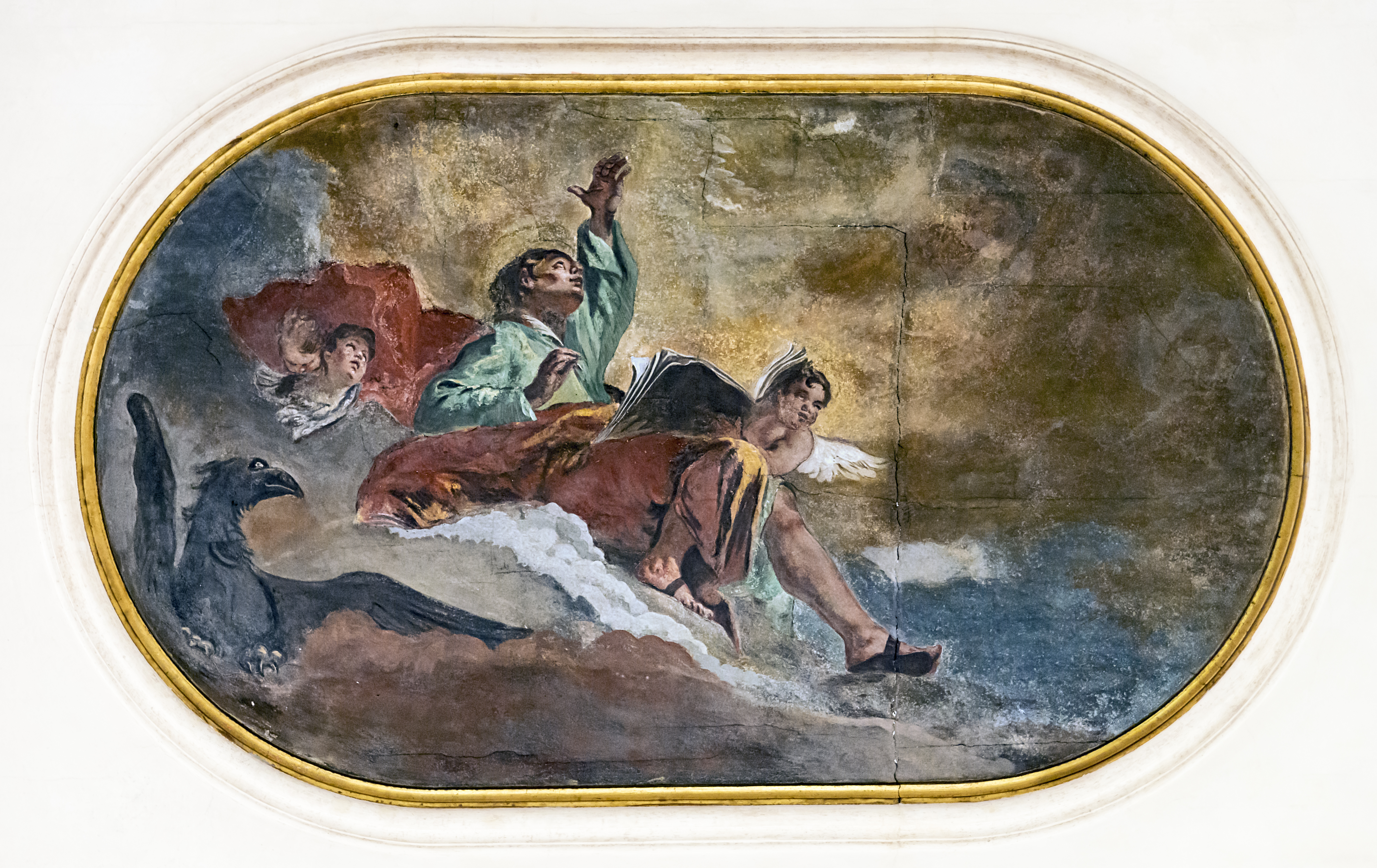
san Juan

## Citas
1. 1 2  Giordano, Venice Described, p. 85
2. ↑  «Churches in Venice – San Magno and his eight churches». Slow Travel. 31 de mayo de 2009. Archivado desde el original el 4 de octubre de 2013. Consultado el 15 de enero de 2010.
3. ↑  Biucchi, Venice: An Architectural Guide, p. 2.22
4. ↑  Huse, The Art of Renaissance Venice, p. 86
5. ↑  Pullan, The Jews of Europe, p. 262
6. 1 2  Biucchi, Venice: An Architectural Guide, p. 2.22
7. ↑  Hazlitt, History of the Venetian Republic, p. 120
8. ↑  Hurlburt, Holly (2009). «Body of Empire: Caterina Corner in Venetian History and Iconography». Early Modern Women 4: 61. S2CID 236502097. doi:10.1086/EMW23541572.
9. ↑  «Other Restorations – Cornaro Chapel in SS. Apostoli». Save Venice. Consultado el 14 de enero de 2010.
10. ↑  Nichols, Tintoretto, p. 236